# 高乌头
高乌头（学名：Aconitum sinomontanum）为毛茛科乌头属下的一个种。

## 扩展阅读
- 維基物種上的相關：高乌头